# Gorić
Pour le village kosovar, voir Gorić (Orahovac).
Gorić (en serbe cyrillique : Горић) est un village de Serbie situé sur le territoire de la Ville de Valjevo, district de Kolubara. Au recensement de 2011, il comptait 583 habitants.

## Démographie

### Évolution historique de la population
| 1948 | 1953 | 1961 | 1971 | 1981  | 1991 | 2002 | 2011 |
| ---- | ---- | ---- | ---- | ----- | ---- | ---- | ---- |
| 248  | 220  | 475  | 892  | 1 752 | 378  | 491  | 583  |

|  |